# Углеродный след
Углеро́дный след (англ. carbon footprint) — совокупность всех выбросов парниковых газов, произведённых прямо и косвенно отдельным человеком, организацией, мероприятием или продуктом. Парниковые газы, включая диоксид углерода (CO2) и метан (CH4), могут выбрасываться при расчистке земель, производстве и потреблении продуктов питания, топлива, производстве и использовании промышленных товаров, материалов, древесины, дорог, зданий, транспорта и различных услуг.
Большая часть углеродного следа жителей развитых стран возникает благодаря «непрямым» источникам, например, сжигание топлива для производства и доставки продукта конечному потребителю. Эти выбросы отличаются от сжигания топлива напрямую в машине или плите, которые обычно называют «прямыми» источниками углеродного следа человека.
В большинстве случаев суммарный углеродный след не может быть точно рассчитан из-за недостатка знаний и информации о сложных взаимодействиях между влияющими на него процессами, включая натуральные процессы, аккумулирующие или высвобождающие диоксид углерода. По этой причине Райт, Кэмп и Уильямс предложили следующее определение углеродного следа:
Общее количество выбросов диоксида углерода (CO2) и метана (CH4), вызванное определённой популяцией или деятельностью, с учётом всех соответствующих источников, поглощения и накопления в пространственных и временных границах этой популяции или деятельности. Подсчитывается как эквивалент диоксида углерода, используя соответствующий 100-летний потенциал глобального потепления.
Снижение углеродного следа является одной из самых важных задач современности, решение которой позволит приблизиться к приемлемому уровню антропогенного воздействия на биосферу, способствовать смягчению последствий изменения климата.

## Происхождение термина
Первоначальная концепция «Углеродного следа» происходит от концепции «Экологического следа», разработанного в 1990-х годах Уильямом Э. Рисом и Матиасом Вакернагелем. В отличие от экологического следа, который рассчитывается исходя из того, сколько ресурсов на душу населения может быть возобновлено планетой, углеродный след всего лишь указывает объём выбросов в эквиваленте CO2, тем самым являясь составной частью более комплексной концепции. Однако понятие углеродного следа является более наглядным, так как показывает чистую статистику.
Из научного же дискурса в поле общественного обсуждения термин «углеродный след» был вынесен в 2005 году маркетологами рекламного агентства «Ogilvy» в ходе массированной рекламной кампании, проведенной по заказу Бритиш Петролиум в целях минимизации имиджевого ущерба, понесенного компанией и индустрией в ходе ряда экологических катастроф на предприятиях компании в начале нулевых годов. Целью кампании было отвлечение внимания общественности от нефтегазовой индустрии в сторону «персональной ответственности» рядовых потребителей. В ходе кампании людей призывали считать свои углеродные следы и «сесть на низкоуглеродную диету». Аналогичных стратегий также придерживаются и другие корпорации специализирующиеся на добыче ископаемого топлива, хотя сама стратегия не нова и позаимствована у производителей табака и пластмассы, так же перекладывавших вину за негативные последствия деятельности их бизнеса на плечи обывателей.
Что же до самой BP, то компания не предпринимала никаких попыток снизить свой собственный углеродный след, и более того, до сих пор наращивает добычу нефти, хотя и нельзя отрицать тот факт, что реклама действительно повлияла но то, что обычные люди стали внимательнее относиться к действительно важной проблеме углеродного следа.

## Персональный углеродный след
Для подсчетов персонального углеродного следа существуют различные онлайн калькуляторы. На их веб сайтах нужно ответить на несколько вопросов о питании, размере дома, покупках и отдыхе, использовании транспорта, электричества и отопления. Основываясь на ответах, веб сайт посчитает примерный углеродный след. Эти результаты являются в первую очередь ориентировочными, они могут помочь осознать наиболее проблемные источники выбросов парниковых газов в домохозяйстве. Например, всего 1 перелет через Атлантику и обратно добавляет к углеродному следу 1.6 тонн CO2-эквивалента, целый год использования автомобиля — в среднем 2.4 тонны. Использование светодиодных ламп сэкономит примерно 0.1 тонну CO2-эквивалента за год и уменьшит счета за электричество.
Один из способов снизить углеродный след — меньше использовать персональный автомобиль и заменить езду на автомобиле на ходьбу пешком или на поездку на велосипеде, если это невозможно, то стоит использовать общественный транспорт.
Выбор питания оказывает большое влияние на углеродный след. Наиболее сильно его увеличивает красное мясо, продукты, перевозимые на большие дистанции (особенно самолётом).
В июле 2017 года было опубликовано исследование, в котором указывалось, что наиболее действенный способ уменьшить свой персональный углеродный след — иметь меньше детей. Каждый ребёнок увеличивает углеродный след семьи на 58.6 тонны CO2-эквивалента.

## Углеродный след индустрии
Подсчитать углеродный след индустрии, продукта или услуги — сложная задача. У Международной организации по стандартизации есть стандарт ISO 14040:2006, на основе которого был создан стандарт Оценки жизненного цикла, позволяющий примерно оценить последствия производства продукта или услуги для окружающей среды, в том числе и их углеродный след.
Морские перевозки находятся среди лидеров в мире по загрязнению окружающей среды и вредным выбросам: мировой морской транспорт занимает 6-е место в мире по эквивалентному выбросу парниковых газов; на морские перевозки приходится около 2,5 % годового общемирового объёма выбросов парниковых газов, морской транспорт выбрасывает около 940 млн т углекислого газа в год.

## Снижение углеродного следа
Снизить углеродный след производства можно, например, утеплением зданий, размещением солнечных панелей на крыше, использованием энергии из возобновляемых источников, технологическими улучшениями (более экономичные лампы и оборудование).
Также, снижение углеродного следа может зависеть от материалов, используемых для производства или упаковки. Например, использование и производство пластиковой тары и упаковки, взамен стеклянной или металлической, может потенциально снизить выделяемый след CO2. Так, Franklin Associates рассчитала выбросы углеводорода при производстве разных видов бутылок в расчете на 2957 л напитка. По данным отчета, производство бутылок из пластика показало самый низкий результат выбросов CO2 на всех этапах жизненного цикла.
А пластмассовые комплектующие машин и самолётов помогают снизить вес транспортного средства, что впоследствии влияет на экономичность потребления топлива и приводит к сокращению выбросов углеводорода в атмосферу.
К тому же, при производстве, считающегося более экологичным, бумажного пакета, выделяется на 70 % больше парниковых газов, чем при производстве того же пакета из пластика.

## Парижское соглашение (2015)
Парижское соглашение принято согласно Рамочной конвенции ООН по изменению климата и ратифицировано более чем 110 государствами. Оно вступило в силу 4 ноября 2016 года и является основным документом, который будет регулировать вопросы глобального изменения климата после 2020 года.
Это соглашение свидетельствует о достижении компромисса между политическими и социально-экономическими интересами с целью развития международного сотрудничества по снижению рисков, связанных с изменением климата. Ратификация этого документа свидетельствует не только о приверженности принципам, заложенным в Рамочной конвенции ООН об изменении климата (РКИК), но и осознании необходимости принятия решительных мер по адаптации к последствиям этих изменений, а также снижению антропогенной нагрузки на глобальный климат посредством удержания концентрации парниковых газов в атмосфере на уровне, не допускающем повышения средней температуры на планете выше 2 °С.

## Углеродный след в России
23 сентября 2019 премьер-министр РФ Д. Медведев подписал постановление о принятии Россией Парижского соглашения по климату.
Являясь стороной РКИК, Российская Федерация полностью поддерживает стремление мирового сообщества сократить антропогенные выбросы парниковых газов. Россия в соответствии с предполагаемым национальным определённым вкладом намерена сократить выбросы к 2020 г. на 25 % и к 2030 г. — на 25-30 % по сравнению с уровнем 1990 года.
Россия уже является на сегодняшний день мировым лидером в развитии технологий для атомной энергетики будущего, это официально признано экспертами Всемирной ядерной ассоциации (WNA). Страна стала безусловным лидером в области энергоэффективности процесса обогащения урана, технологий реакторов на быстрых нейтронах и пр. Тем не менее на международном поле научных оценок углеродного следа атомной энергетики публикации российских специалистов практически отсутствуют. К настоящему времени назрела необходимость проведения комплексной оценки углеродного следа российской атомной энергетики, которая бы учитывала специфику применяемых отечественных технологических решений.